# Futuridium EP Deluxe
Futuridium EP Deluxe es un videojuego independiente del género Matamarcianos, desarrollado por la compañía italiana MixedBag para el PlayStation 4, PlayStation Vita, Microsoft Windows, OS X & Linux. Fue lanzado en América el 30 de septiembre de 2014 y en Europa el 1 de octubre del mismo año.
El diseño de este juego estuvo influido por el título de Commodore 64 llamado Uridium y por la saga Star Fox.

## Recepción
Futuridium EP Deluxe fue recibido con una mezcla de críticas mixtas y positivas. La versión de PS Vita tiene una puntuación de 75% en GameRankings, mientras que la de PlayStation 4 alcanza una de 70% En Metacritic, las versiones de PS4 y Vita alcanzan puntajes de 74/100 y 65/100, respectivamente. IGN le otorgó a ambas versiones un 8/10.

## Lanzamiento
El 3 de marzo de 2016 se anunció  que Futuridium EP Deluxe  sería lanzado tanto para el Nintendo 3DS como para el Wii U en el transcurso del año. El 4 de marzo, MixedBag reveló que Futuridium EP Deluxe tendría una edición física limitada a través de la empresa Limited Run Games, la cual contaría con sólo 4,000 copias distribuidas entre la PlayStation 4 y PlayStation Vita.